# Brug 2279
Brug 2279 is een bouwkundig kunstwerk in Amsterdam-Noord.
Tijdens de afronding van de werkzaamheden van Ringweg Noord kwam er tussen die snelweg en De Nieuwe Noorder een graslandje zonder bestemming te liggen. Eeuwenlang was het grasland al dan niet met vee erop, maar de ringweg zorgde voor verdere stadsverdichting daar. Er kwam tussen 1996 en 1999 een woonwijk te liggen met de ietwat vreemde naam Diopter. Die wijk wordt omringd door water. Voor de verbinding met de omgeving werden vier bruggen aangelegd.
Brug 2279, een tijdlang aangeduid als brug 1754, is een voetbrug tussen het wijkje en de G.J. Scheurleerweg, de verkeersader hier. De brug is circa 11 meter lang en 1,90 meter breed. Het waren de jaren dat de stadsdeelkantoren (mede) verantwoordelijk waren voor de infrastructuur; de Publieke Werken, eerder verantwoordelijk voor bruggen, was opgeheven. Het ontwerpen van bruggen werd uitbesteed.  De voetbrug staat op metalen brugpijlers; ook de liggers zijn van metaal. Daarop liggen de houten planken. Ook de leuningen en balusters zijn weer van metaal. Om doorvallen door de balustrade te voorkomen zijn staaldraden bevestigd. Het wijkje Diopter ligt iets lager dan de G.J. Scheurleerweg, reden waarom aan de kant van Diopter een klein trapje en hellingbaan ligt.
De brug werd ontworpen door Chris de Jonge, Louis Hoogveld en Kees de Kat, dan samenwerkend onder architectenbureau DeJonge Hoogveld en deKat (1991-1999, later JHK-Architecten) uit Utrecht; zij ontwierpen tevens alle woningen voor het wijkje.